# Сопот (община Кавадарци)
Вижте пояснителната страница за други значения на Сопот.
Сопот (на македонска литературна норма: Сопот) е село в Северна Македония, в община Кавадарци.

## География
Сопот лежи на левия бряг на реката Луда Мара (Велика). Разделя се на Горна и Долна махала и е от купен тип. Долната махала се простира покрай реката, а Горната на ниските тераси. В селото има училище, водопровод и канализация.

## История

### В Османската империя
Селото е старо и е било седалище на тиквешкия областен управител. В XIX век Сопот е село в Тиквешка каза на Османската империя. Според статистиката на Васил Кънчов („Македония. Етнография и статистика“) от 1900 година Сопот има 350 жители българи християни, 225 българи мохамедани и 5 цигани. Според други данни мюсюлманското население се заселва в края на XIX век от Корча. Населението се занимава със земеделие и скотовъдство. Ниските ниви край реката се използват за градинарски култури, а повисоките за лозя. Стоката се пасяла на пасищата и ливадите на ридовете Любаш.
Цялото християнско население на селото е под върховенството на Българската екзархия. По данни на секретаря на екзархията Димитър Мишев („La Macédoine et sa Population Chrétienne“) в 1905 година в Сопот (Sopot) има 120 българи екзархисти.

### В Сърбия, Югославия и Северна Македония
След Междусъюзническата война в 1913 година селото попада в Сърбия.
На етническата си карта от 1927 година Леонард Шулце Йена показва две съседни селища Сопот (Sopot) - едното българско християнско, а другото българо-мохамеданско (помашко). След Първата световна война мюсюлманите се изселват и в Сопот се заселват сръбски колонисти, които с частни средства изкупуват земя от землището на селото. Част от жителите на Сопот мигрират във втората половина на XX век към големите градове, но не така силно както жителите на останалите тиквешки села.
Църквата „Свети Атанасий“ е построена в 1977 година.